# Okres Wyszków
Okres Wyszków (polsky Powiat wyszkowski) je okres v polském Mazovském vojvodství. Rozlohu má 876,49 km² a v roce 2020 zde žilo 74 220 obyvatel. Sídlem správy okresu je město Wyszków.

## Gminy
Městsko-vesnická:
- Wyszków

Vesnické:
- Brańszczyk
- Długosiodło
- Rząśnik
- Somianka
- Zabrodzie

## Město
- Wyszków

## Demografie
Počet obyvatel (informace z 30. června 2005):
|         | Celkem | Celkem | Ženy   | Ženy  | Muži   | Muži  |
|         | Osob   | %      | Osob   | %     | Osob   | %     |
| ------- | ------ | ------ | ------ | ----- | ------ | ----- |
| Celkem  | 71 626 | 100    | 36 230 | 50,58 | 35 396 | 49,42 |
| Město   | 26 987 | 100    | 13 974 | 19,51 | 13 013 | 18,17 |
| Vesnice | 44 639 | 100    | 22 256 | 31,07 | 22 283 | 31,25 |